# MV Большого Пса
MV Большого Пса (лат. MV Canis Majoris), HD 57014 — двойная затменная переменная звезда типа Беты Лиры (EB) в созвездии Большого Пса на расстоянии приблизительно 2722 световых лет (около 834 парсеков) от Солнца. Видимая звёздная величина звезды — от +10,04m до +9,69m. Орбитальный период — около 1,3112 суток.

## Характеристики
Первый компонент — белый субгигант спектрального класса A1IV.